# Oxalis acuminata
Oxalis acuminata là một loài thực vật có hoa trong họ Chua me đất. Loài này được Schltdl. & Cham. mô tả khoa học đầu tiên năm 1830.